# Bill Kerr
William "Bill" Kerr, född 10 juni 1922 i Kapstaden, död 28 augusti 2014 i Perth, var en australisk skådespelare.

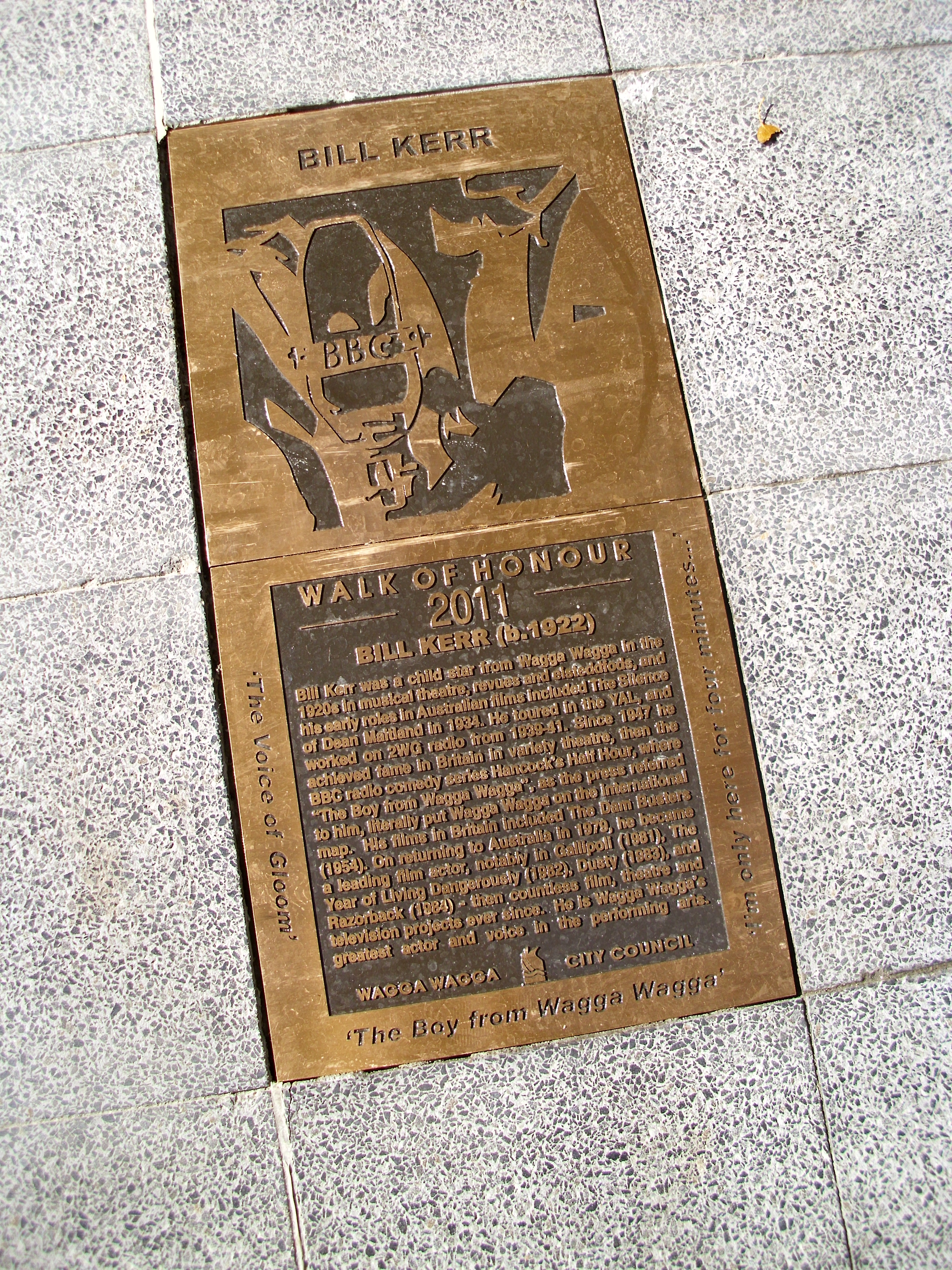
Bill Kerrs plakett på Walk of Honour.

Kerr föddes i Sydafrika; båda föräldrar var australier och han växte upp i Wagga Wagga i New South Wales. Sitt genombrott som barnskådespelare fick Kerr i den australiska filmen The Silence of Dean Maitland (1934). Från och med 1940-talet var han verksam som radioskådespelare i Storbritannien och uppträdde på 1950-talet som teaterskådespelare i West End-musikalen Damn Yankees. Han spelade Giles Kent i den brittiska TV-serien Doctor Who 1967–1968 och fortsatte sin karriär på scen och på film i Storbritannien innan han återvände till Australien. Där spelade han Harry Carter i TV-serien Glenview High åren 1977–1979. Han uppträdde i Peter Weirs dramafilmer Gallipoli (1981) och Brännpunkt Djakarta (1982) samt i Dušan Makavejevs komedi The Coca-Cola Kid (1985).